# Hermann von Berger
Adolf Hermann Berger, seit 1883 von Berger (* 5. September 1828 in Halle (Saale); † 6. Oktober 1912 in Wiesbaden) war ein preußischer Generalleutnant.

## Leben

### Herkunft
Hermann war der Sohn des preußischen Obersts Johann Berger (1793–1871) und der Henriette Scholinus (1804–1881). Sein Bruder Otto erreichte ebenfalls den Rang eines preußischen Generalleutnants, sein Bruder Adolph Wilhelm den eines Vizeadmirals der Kaiserlichen Marine.

### Militärkarriere
Berger besuchte das Gymnasium in Rastenburg, trat am 17. Oktober 1846 als Füsilier in das 28. Infanterie-Regiment der Preußischen Armee ein und avancierte bis Mitte Februar 1849 zum Sekondeleutnant. Nach einer dreimonatigen Kommandierung zur Gewehrfabrik in Sömmerda wurde er Adjutant des Füsilier-Bataillons und absolvierte ab Oktober 1853 für drei Jahre die Allgemeine Kriegsschule. Daran schlossen sich Kommandierungen zum Garde-Artillerie-Regiment, zum 12. Husaren-Regiment sowie zur Garde-Pionier-Abteilung an. Von Mitte Juni 1857 bis Mitte März 1858 war Berger als Lehrer am Kadettenhaus in Potsdam tätig. Während der dann erfolgten Kommandierung zur Topographischen Abteilung des Großen Generalstabes stieg er Mitte Februar 1859 zum Premierleutnant auf. Als Hauptmann und Kompaniechef versah Berger von Mitte Dezember 1860 bis Anfang März 1862 Dienst in seinem Regiment. Anschließend wurde er in den Großen Generalstab versetzt und Ende November 1864 in den Generalstab der 3. Division nach Stettin kommandiert. Dort avancierte er am 9. Mai 1865 zum Major und wurde am 30. August 1865 unter Stellung à la suite des Generalstabes der Armee zum Direktor der Kriegsschule in Erfurt ernannt. Während des Deutschen Krieges war Berger 1866 zum stellvertretenden Großen Generalstab kommandiert und nach der Demobilisierung kehrte er auf seinen Posten nach Erfurt zurück. Am 12. Januar 1867 folgte seine Ernennung zum Direktor der neuerrichteten Kriegsschule in Hannover sowie am 22. März 1868 die Beförderung zum Oberstleutnant. Für die Dauer der Mobilmachung anlässlich des Krieges gegen Frankreich wurde Berger zunächst dem Generalgouvernement des III. und IV. Armee-Korps zugeteilt. Am 14. August 1870 wurde er Chef des Generalstabes beim Generalgouvernement in Lothringen und nahm in dieser Stellung an den Belagerungen von Metz und Toul teil. Für sein Wirken erhielt Berger das Eiserne Kreuz II. Klasse sowie das Komturkreuz II. Klasse des Albrechts-Ordens mit Kriegsdekoration.
Anlässlich der Kaiserproklamation wurde er am 18. Januar 1871 zum Oberst befördert und nach dem Friedensschluss am 20. Juni 1871 zum Kommandeur des 1. Nassauischen Infanterie-Regiments Nr. 87 ernannt. Unter Stellung à la suite seines Regiment ernannte man ihn am 1. März 1872 zum Direktor der Ober-Militär-Kommission. Einen Monat später wurde er unter Belassung in seiner Stellung mit seiner bisherigen Uniform zu den Offizieren von der Armee versetzt und war ab Mitte Oktober 1872 auch als Mitglied der Studienkommission für die Kriegsschulen tätig. Auf seinen wiederholten Wunsch hin trat Berger in den Truppendienst zurück und wurde am 7. April 1874 zum Kommandeur des 4. Posenschen Infanterie-Regiments Nr. 59 in Glogau ernannt. Vor den Herbstübungen stürzte er von seinem Pferd, und büßte dadurch die Funktionsfähigkeit seines rechten Armes ein. Infolgedessen war es ihm nicht möglich, mit seinem Regiment zu exerzieren. Unter starken Schmerzen nahm er trotzdem an den Übungen teil und erwarb sich die Anerkennung seiner Vorgesetzten.
Am 24. September 1875 wurde Berger zunächst mit der Führung der 61. Infanterie-Brigade in Straßburg beauftragt und am 4. November 1875 mit Patent vom 28. Oktober 1875 zum Generalmajor befördert sowie zum Kommandeur dieser Brigade ernannt. In dieser Stellung erhielt er im Mai 1877 den Roten Adlerorden II. Klasse mit Eichenlaub sowie Ende September 1879 den Kronenorden II. Klasse mit Stern. Er avancierte am 14. Mai 1881 zum Generalleutnant und Kommandeur der ebenfalls in Straßburg stationierten 31. Division. Am 10. Mai 1883 wurde Berger mit der gesetzlichen Pension zur Disposition gestellt und in Anerkennung seiner langjährigen Verdienste durch Kaiser Wilhelm I. in den erblichen preußischen Adelsstand erhoben.
Nach seiner Verabschiedung verlieh ihm König Karl von Württemberg am 19. Juni 1883 das Großkreuz des Friedrichs-Ordens.

### Familie
Berger hatte sich am 7. Dezember 1852 in Charlton, Kent mit Frances Clerke of Hastings (* 1828) verheiratet. Aus der Ehe, die am 13. April 1878 geschieden wurde, ging die Tochter Elis (* 1854) hervor.